# 전공의

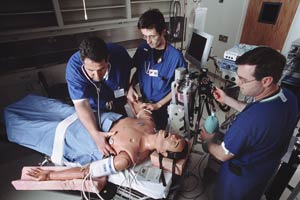
마취 레지던트

전공의(專攻醫)는 수련병원이나 수련기관에서 전문의의 자격을 취득하기 위하여 수련을 받는 인턴 및 레지던트이다. 인턴은 의사 면허를 받은 사람으로서 일정한 수련병원에 전속되어 임상 각 과목의 실기를 수련하는 사람이다. 레지던트는 인턴과정을 이수한 사람 또는 보건복지부장관이 이와 동등하다고 인정한 사람으로서 일정한 수련병원 또는 수련기관에 전속되어  1과목을 전공으로 수련하는 사람이다.
일반의의 경우에는 의사 면허를 받은 사람을 의미한다.
전공의가 전문의가 되기 위해 수련하는 전문과목으로는 가정의학과, 내과, 신경과, 정신건강의학과, 외과, 정형외과, 신경외과, 흉부외과, 성형외과, 마취통증의학과, 산부인과, 소아청소년과, 안과, 이비인후과, 피부과, 비뇨기과, 영상의학과, 방사선종양학과, 병리과, 진단검사의학과, 결핵과, 재활의학과, 예방의학과, 가정의학과, 응급의학과, 핵의학 및 직업환경의학과가 있다.

## 수련의, 전공의, 인턴, 레지던트
1967년 7월 20일 제정된 의사·치과의사전문의자격시험규정에서는 인턴과 레지덴트라는 용어를 사용하였다.
1976년 4월 15일 제정된 전문의의수련및자격인정등에관한규정(약칭: 전문의수련규정)에서는 인턴과 레지던트를 모두 통칭하는 용어로 수련의를 사용하였다.
1978년 10월 27일 일부개정된 "전문의의수련및자격인정등에관한규정"에서는 "인턴"과 "레지던트"를 통칭하는 용어로 전공의를 사용하였다.

## 역사
의료 또는 외과 전문 분야의 고급 훈련 기회인 레지던트는 특정 관심 분야의 추가 훈련을 위한 간단하고 비공식적인 프로그램에서 19세기 후반에 발전했다. 최초의 공식 레지던트 프로그램은 존스 홉킨스 병원의 윌리엄 오슬러(William Osler) 경과 윌리엄 스튜어트 헬스테드(William Stewart Halsted)에 의해 설립되었다. 이후 20세기 초에 주요 전문 분야에 대한 레지던트가 공식화되고 제도화되었다. 그러나 20세기 중반에도 레지던트는 일반 진료에 필요한 것으로 간주되지 않았으며 소수의 주치의만이 참여했다. 하지만 20세기 말 북미에서는 의과대학을 졸업하고 감독 없이 독립적인 의료 행위를 직접 하는 신임 의사가 거의 없었고, 더 많은 주 및 지방 정부에서 의료 면허 취득을 위해 1년 이상의 대학원 교육을 요구하기 시작했다.
레지던트는 전통적으로 병원을 기반으로 하며, 20세기 중반에는 레지던트들이 병원에서 제공하는 주택에 거주(또는 "거주")하는 경우가 많았다. 병원에서의 야간 근무는 때때로 최대 3년 동안 2~3일 간격으로 자주 발생했다. 객실, 식사, 세탁 서비스 외에는 급여가 최소화되었다. 의사로 훈련받은 대부분의 젊은 남성과 여성은 경력의 해당 단계에서 의료 훈련 이외의 의무가 거의 없다고 가정되었다.
의과대학 졸업 후 실제 환자 치료 중심 훈련의 첫 해를 오랫동안 "인턴십"이라고 불렀다. 20세기 중반까지만 해도 대부분의 의사들은 1년 간의 인턴십을 마치고 일차 진료에 들어갔다. 레지던트는 인턴십과 분리되어 종종 다른 병원에서 근무했으며 소수의 의사만이 레지던트를 수행했다.

## 같이 보기
- 윌리엄 오슬러
- 의사
- 박사후연구원
- 2024년 대한민국 전공의 사직 사태
- 인턴 (의학)
- 전임의
- 의학 석사 (Master of Medicine)